# Zederberge

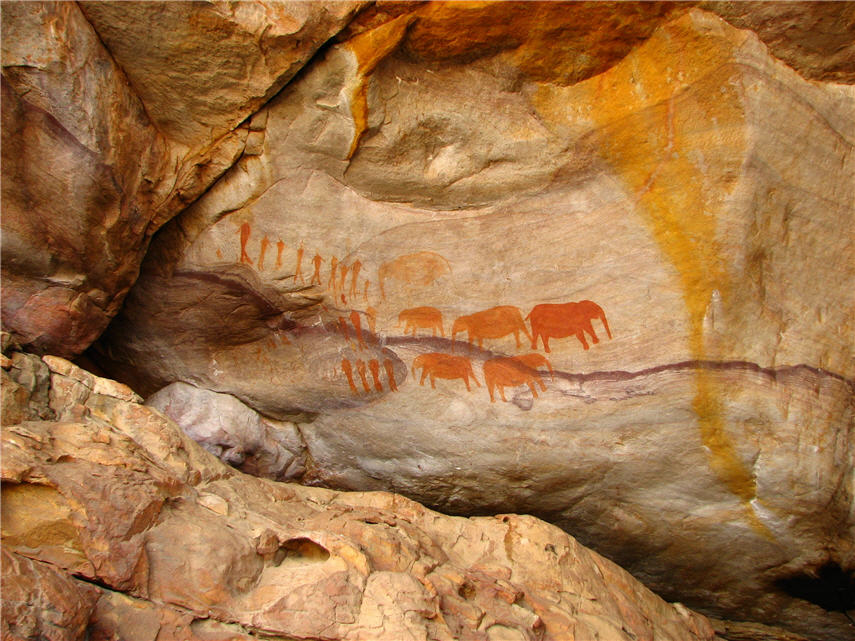
San-Felszeichnung

Die Zederberge (englisch Cederberg mountains, auch Cedarberg mountains) sind ein vornehmlich aus Tafelbergsandstein aufgebauter Gebirgszug 200 km nördlich von Kapstadt (Südafrika), im Städtedreieck Clanwilliam, Wupperthal und Citrusdal. Die Zederberge gehören zum Faltengebirgskomplex des Kap-Faltengürtels.
Das Relief der Gebirgslandschaft bildet einen leichten Bogen von Süden nach Nord-Nord-West und lässt sich als vier nahezu parallel verlaufende Ketten erkennen. Die innerste (westliche) Kette im Bogen erscheint als ein weitgehend geschlossener Gebirgszug. Er bildet die östliche Abgrenzung der Swartland-Landschaft. Im Süden beginnt diese Gebirgslandschaft mit den Limiet-Bergen (1515 m) und den Elandskloof-Bergen (1130 m). Im Norden schließt sie durch die Olifants-River-Berge (1310 m) ab, die westlich von Klawer flach enden. Über den gesamten Verlauf weisen die Ketten den nach Westen steil abfallenden kliffartigen Hang auf, der für den Tafelbergsandstein ein charakteristisches geomorphologisches Merkmal darstellt. Das Vorland dieses Steilabfalls ist eine schmale Zone mit gefällestarken Flussläufen, die zum Swartland übergeht.
Die äußeren Bergketten des Gebirgsbogens besitzen keine kontinuierlichen und zusammenhängenden Kammlinien. Die zweite Kammlinie beginnt mit dem Witzenberg (1520 m), gefolgt vom Groot-Winterhoek-Massiv (2070 m) und den Cold-Bokkeveld-Bergen (1800 m, afrikaans: Koue Bokkeveld). Letztere werden vom Oberlauf des Cape Olifants River antezedent durchflossen. Diese zweite Gebirgslinie entwickelt sich im Norden zur Cedarberg-Linie, einer Landschaft aus den Skurfteberge (1840 m), Skurweberge (2080 m) und dem Cedarberg-Kettensystem mit der Erhebung des Sneeuwberg (2020 m). Die im Nordwesten liegenden Ausläufer tragen die Namen Pakhuisberge (1090 m) und Gifberge (580 m).
Die Berge sind bekannt für ihre bunten Blütenteppiche im Frühling (August/September) und ihre vielfältige Vegetation aus Pflanzengesellschaften des Fynbos und der Sukkulentenkaroo sowie für Höhlen mit historischen Felszeichnungen der San.
Eine weitere Besonderheit stellt die weltweit fast ausschließlich in den Cederberg Mountains angebaute Rooibospflanze dar, aus welcher der Rooibostee (Rotbuschtee) gewonnen wird.
Das Naturreservat (Wilderness Area) der Zederberge erstreckt sich vom Middelberg-Pass bei Citrusdal bis nördlich des Pakhuis-Pass bei Clanwilliam und umfasst etwa 71.000 Hektar. Dort gibt es zum Teil bizarre Steinformationen (beispielsweise das Malteserkreuz). Das Naturschutzgebiet steht seit 2004 als Teil der Cape-Floral-Region auf der Weltnaturerbe-Liste der UNESCO.